# 436 (số)
436 (bốn trăm ba mươi sáu) là một số tự nhiên ngay sau 435 và ngay trước 437.